# 山形明
山形 明（やまがた あきら）はオウム真理教の信徒。

## 人物
1984年に高校卒業後、陸上自衛隊に入隊。千葉県の習志野駐屯地でパラシュート降下やレンジャー訓練などを受ける。1987年自衛隊除隊後に超能力などに興味がわいて軽い気持ちでオウム真理教に入信。警備会社に勤務しながら中国拳法や空手を習っていたが退職、1989年12月に出家。配属された「建築班」では過酷な労働を強いられ、嫌気がさして1990年5月と1993年10月に教団から脱走している。2回目に脱走した際は都内の警備会社に勤め身を隠したが、住まいを突き止められ、平田信が車で連れ戻しに来た。亀戸道場で麻原彰晃に「やめたい。セキュリティ関係の仕事をしたい」と直訴したところ「給料を出すから教団でセキュリティ関係の仕事をしたらどうだ」と打診された。そこで月50万をもらい、「青龍隊」を組織してオウムの軍事教官として訓練をしていた。1994年6月に教団が省庁制を採用すると自治省に配属され、麻原のボディーガードになる。オウムの修行をしていないにもかかわらず「ガル・アニーカッタ・ムッタ（「グルを守る男」を意味する）」というホーリーネームを特別に与えられた。通称「ガル」。

## 事件への関与
仲の良い信者が殺害されたなどの教団の負の一面を知っていたが、教団に残り続け、いつの間にか井上嘉浩チームに組み込まれてしまい、結局は複数事件に実行犯として加担した。幹部からは道具のように扱われていたが、自衛隊で上官の命令は絶対と教育されていたので、慣れていたところがあったという。
VX事件（駐車場経営者VX襲撃事件・会社員VX殺害事件・被害者の会会長VX襲撃事件）では、いずれも井上嘉浩の指揮下で、注射器に充填されたVXガス溶液を被害者にかける実行役を担い、このうち会社員を殺害した。事件後に師補に昇進。また江川紹子、小林よしのりなど教団に敵対的な言論を行った複数の人物をVXで殺害しようとした。教団が地下鉄サリン事件前日に引き起こした2件の自作自演テロ（島田裕巳宅爆弾事件、南青山総本部火炎瓶投擲事件）でも井上に従って関与した。

## 逮捕・裁判
教団への強制捜査後、国家への反撃を企む井上嘉浩には「もう付いていけない」と感じた。逮捕されれば自分は死刑になるのではないかとの危機感から、弟の名でパスポートを取得、フランス外人部隊への参加を夢見てフランスに逃亡したが、「部隊に入っても結局は殺し合いをするのだ」と考えると虚しくなり程なく帰国。現職自衛官の信徒が自首した報道を目にして、警視庁に自首、1995年5月4日に逮捕された。
裁判で検察は無期懲役を求刑したが、1997年2月4日、東京地方裁判所はVX3事件が捜査当局に判明する前に自首したことを認定して懲役17年の判決を下した。検察が控訴し、同年12月17日、東京高等裁判所で懲役20年に増刑されたが上告せず、判決が確定した。一連のオウム真理教事件の受刑者で、死刑、無期を除くと最も長い有期刑となった。
2015年1月27日、高橋克也のVX事件の裁判員裁判では証人として出廷、3月2日の高橋克也の第24回公判にも地下鉄サリン事件の審議に証人出廷した。
2017年12月17日、刑期満了により出所。

## 関連事件
- 旅券法違反事件